# Jecheskiel Lewin
Jecheskiel Lewin (ur. 1897 w Rohatynie, zm. 1 lipca 1941 we Lwowie) – doktor filozofii, rabin synagogi postępowej Katowic (1925-28) i Lwowa (1928–1941), zamordowany w czasie pogromu po zajęciu Lwowa przez Wehrmacht po ataku III Rzeszy na ZSRR.

## Życiorys
Pochodził ze znanej rodziny rabinów. Wnuk Izaaka Schmelkesa, rabina Lwowa, syn Natana Lewina - rabina Rohatyna i Rzeszowa.
Kształcił się w Talmudzie pod kierunkiem ojca, ukończył gimnazjum w Rzeszowie, następnie wstąpił na Wydział Filozoficzny Uniwersytetu Jagiellońskiego, uzyskując w 1923 stopień naukowy doktora filozofii na podstawie dysertacji: Mojżesz a Plato, czyli legendy o wpływie mozaizmu na rozwój myśli platońskiej.
Brał udział jako ochotnik w wojnie polsko-bolszewickiej, a następnie w akcji plebiscytowej przed plebiscytem na Górnym Śląsku. Od 1925 był rabinem synagogi postępowej w Katowicach. W 1928 objął rabinat w synagodze postępowej (Tempel) we Lwowie. Wywołało to początkowo wzburzenie Żydów ortodoksyjnych, gdyż był wnukiem poważanego przez ortodoksów Izaaka Schmelkesa. Jecheskiel Lewin potrafił jednak wkrótce znaleźć drogę kompromisu między ortodoksami a resztą społeczności żydowskiej Lwowa.
Związany politycznie z Syjonistami Ogólnymi, przewodniczący Dyrektorium Żydowskiego Funduszu Narodowego na Małopolskę Wschodnią. Od 1935 wiceprezes, od 1936 prezes loży Leopolis B’nai B’rith. W 1935 zaprzyjaźnił się osobiście z Andrzejem Szeptyckim, greckokatolickim arcybiskupem metropolitą lwowskim.
Od początku lat 20. XX wieku publikował artykuły w żydowskiej prasie w Polsce - w Nowym Dzienniku, Chwili, Lemberger Tagblatt, Der Najer Morgen, Gazecie Porannej. W 1938, po śmierci Abrahama Inslera, założyciela tygodnika Opinia, objął stanowisko redaktora naczelnego tygodnika, który wydawał razem z Michałem Hoffmanem.
Po agresji ZSRR na Polskę (17.IX.1939) i okupacji Lwowa przez Armię Czerwoną (23 września 1939) witał egzaltowanym przemówieniem oddziały sowieckich okupantów, wraz z innymi przedstawicielami społeczności żydowskiej. W czasie okupacji sowieckiej miasta regularnie wzywany przez NKWD na przesłuchania, krótkotrwale aresztowany.
Po ataku III Rzeszy na ZSRR (22 czerwca 1941), NKWD dokonało masakry więźniów osadzonych w lwowskich więzieniach (głównie w więzieniu Brygidki, więzieniu przy ulicy Łąckiego i więzieniu śledczym NKWD na Zamarstynowie). Między 25 a 28 czerwca zamordowano od 3,5 do 7 tys. osób, głównie Ukraińców i Polaków. Po zajęciu 30 czerwca 1941 Lwowa przez Wehrmacht i odkryciu w więzieniach lwowskich zwłok kilku tysięcy więźniów politycznych zamordowanych przez NKWD Żydzi lwowscy obwiniani o kolaborację z okupantem sowieckim i zbrodnie NKWD stali się celem zemsty części ludności miasta Lwowa, podburzanej przez Niemców. 30 czerwca 1941 rozpoczął się antyżydowski pogrom (tzw. „akcja więzienna”). Pojmanych mężczyzn zmuszano do wynoszenia zwłok ofiar zamordowanych w więzieniach i pochówku zamordowanych, wielu bito na śmierć lub zastrzelono.
Jecheskiel Lewin udał się do abp. Andrzeja Szeptyckiego z prośbą, by ten wpłynął na ludność ukraińską, biorącą udział w zamieszkach. Arcybiskup zaproponował mu schronienie do czasu uspokojenia sytuacji, czemu rabin Lewin odmówił, stwierdzając, że musi dzielić los współwyznawców. Po powrocie do domu został aresztowany przez milicję ukraińską i doprowadzony do więzienia Brygidki. Na terenie więzienia Brygidki został zamordowany przez Niemców wieczorem 1 lipca. Naocznym świadkiem egzekucji był jego syn Kurt, który opisał scenę śmierci ojca we wspomnieniach, spisanych w 1946:

Od godziny dziesiątej nie zaganiano już więcej do nas, jedynie w wyżej wspomniany kąt. Nagle zobaczyłem ojca. Pędzili go dwaj Niemcy, okładając kolbami. Śmiertelnie blady, w ornacie, spokojnie szedł na śmierć. Trudno opisać moją rozpacz, rozpacz dziecka niemogącego ojcu w niczym pomóc. Bezsilność i ból dławiły mnie, rozdarłem kołnierz koszulki, jakbym się dusił. W tej chwili coś się w mojej duszy urwało. Skamieniałem. Jedynie błędnymi, nieprzytomnymi oczyma patrzyłem, co będzie dalej. Gdy ojca przypędzono do stojącej tam już grupy Żydów, ojciec odmówił Wide i zaintonował wielkim głosem Szma Jisrael. Prawie równocześnie Niemcy otworzyli ogień w ów kąt. Pracujący przy trupach usłyszeli modlitwę, straszną w swej sile modlitwę przedśmiertną niewinnie katowanych ludzi. Modlitwę pełna bólu i skargi. Nie słyszałem ani krzyków, ani płaczu, tylko potężne Szma Jisrael. Potężniało one wciąż, przebijając się przez huk strzałów i wreszcie ucichło.

Jego bratem był Aaron Lewin (1879–1941) – przewodniczący rady rabinów w Polsce, poseł na Sejm RP I i II kadencji (1922–1930), również zamordowany w Brygidkach.
Dwukrotnie żonaty. Z pierwszego małżeństwa, rozwiązanego w 1931 urodził się syn Kurt Lewin (ur. 1925), ekonomista i doradca finansowy. Drugą żoną była Rachel z d. Reiss (1906–1943), magister psychologii Uniwersytetu Jana Kazimierza, doktorantka i asystent prof. Stefana Baleya, która po zamążpójściu zrezygnowała z pracy naukowej. Z małżeństwa urodzili się synowie Natan i Leib.
Synowie Jecheskiela Lewina: Kurt i Natan zostali uratowani z Holocaustu dzięki opiece abp. Andrzeja Szeptyckiego, który z pomocą swego brata Klemensa, ihumena zakonu studytów przechował ich w klasztorach greckokatolickich w latach 1942–1944. Rachel Reiss-Lewin, wraz z najmłodszym synem Leibem odmówiła opuszczenia getta we Lwowie i przyjęcia schronienia wraz ze starszymi synami. Leib Lewin został zamordowany w getcie lwowskim w styczniu 1943, Rachel Reiss-Lewin została zamordowana we wrześniu 1943 w obozie janowskim, po likwidacji przez Niemców getta we Lwowie.
Kurt Lewin złożył w 1959 w Rzymie świadectwo świętości metropolity Szeptyckiego i współpracował z postulacją w przygotowaniu materiałów do procesu beatyfikacyjnego Andrzeja Szeptyckiego.